# Ilfracombe Urban District
Der Ilfracombe Urban District war ein Urban District in Devon. Er umfasste nur die Gemeinde Ilfracombe.

## Geschichte
Der Distrikt wurde 1894 geschaffen, als Orte, die nicht als Municipal Boroughs selbstständig wurden, zu Urban Districts wurden. Mit dem Local Government Act 1972, der am 1. April 1974 in Kraft trat, wurde er Bestandteil des neuen Districts North Devon. Der Distrikt hatte 1911 eine Fläche von 5.627 Statute Acres (ca. 22,77 km²).

## Einwohnerentwicklung
| Jahr | Einwohner |
| ---- | --------- |
| 1911 | 8.935     |
| 1921 | 11.772    |
| 1931 | 9.175     |
| 1939 | 9.407     |
| 1951 | 9.228     |
| 1961 | 8.696     |